# IPod touch (第2世代)
iPod touch（第2世代） とは、Appleが開発、発売していたiPod touch第2世代目のモデルである。

## 概要
2008年9月10日に発表され、同月下旬に順次発売された。
iPod touch（第1世代）からの変更点は、内蔵スピーカー、ボリューム調整ボタンが搭載されたこと、背面ボディが湾曲したデザインになったことである。メモリ、容量は前モデルと変更点はない。ARM11プロセッサ400MHzからARM11プロセッサ533MHzになり処理速度が向上している。Bluetoothを搭載しているがiPhone OS 3.0 Software Update 以降にアップデートしないと使用出来ない。iOS 4.0から追加されたマルチタスク、ホーム画面の壁紙は非対応である。

## iPhone OS 3.0 Software Update
iPhone OS 3.0 Software UpdateにアップデートするとBluetoothが利用できるようになるほか、ボイスメモ、Spotlight検索、コピー&ペーストの機能が追加される。アップデートは有償で1200円かかる。

## Nike + iPod
本モデルからNike+がサポートされた。別売のNike+対応のセンサーと接続することが出来る。接続するか、設定からNike + iPodをオンにすることでホーム画面に「Nike + iPod」Appが追加される。歩数計、ワークアウトなどの機能が利用できる。

## OSのサポート
iPhone OS 2.2が出荷時に搭載。iOS 4.2.1までアップデートできる（有償アップデートあり）。